# Glucoprotamin
Glucoprotamin ist ein Biozid. Es wird hauptsächlich eingesetzt zur effektiven Oberflächendesinfektion. Bei der Substanz handelt es sich um ein Reaktionsprodukt von L-Glutaminsäure und N-(C12–14-alkyl)propylendiamin. Glucoprotamin ist ein geschützter Name des Unternehmens Ecolab.

## Darstellung
Glucoprotamin ist nach Angaben des Patentanmelders das Reaktionsprodukt aus N-Alkyl-1,3-diaminopropan und L-Glutaminsäure. Die Alkylreste stammen aus verseiftem Kokosfett und enthalten hauptsächlich je 12 bis 14 Kohlenstoffatome. Kokosfett und Glutaminsäure sind natürlich vorkommende Stoffe.

## Eigenschaften
Bei der Synthese liegt Glucoprotamin als wachsartige Substanz vor, die gut wasserlöslich und nicht flüchtig ist. Glucoprotamin ist vollständig biologisch abbaubar gemäß OECD 301A. Es ist gegenüber grampositiven und gramnegativen Bakterien, Pilzen (Hefen), behüllten und unbehüllten Viren wirksam, zusätzlich auch gegen Mykobakterien und ein erweitertes Spektrum unbehüllter lipophiler Viren. Zu den Mykobakterien zählt u. a. auch der Erreger der Tuberkulose. Glucoprotamin ist geruchslos und verdampft bei Zimmertemperatur nicht. Es ist nicht zur Reinigung von Instrumenten aus Silikon geeignet.

## Patentierung
Glucoprotamin wurde 1985 von Ecolab unter der Überschrift „Antimikrobiell wirksame Substanzen, ihre Herstellung und ihre Verwendung“ zum Patent angemeldet. Als Erfinder wurden Werner Gerhardt, Herbert Fischer, Rudolf Lehmann, Karlheinz Disch sowie Hans Theo Leinen in den Patentantrag eingetragen. Das Patent ist inzwischen erloschen.

## Verwendung
Glucoprotamin wird zur Desinfektion von Flächen und Instrumenten, insbesondere im medizinischen Bereich wie Praxen oder Krankenhäusern verwendet.

## Handelsprodukte
Incidin FOAM (nur bis 8. November 2017 mit Glucoprotamin), Incidin Plus, Incidin Extra N, Sekumatic FDR, Sekusept Plus (alle von der Firma ECOLAB)